# Alessandria Unione Sportiva 1959-1960
Questa pagina raccoglie le informazioni riguardanti l'Alessandria Unione Sportiva nelle competizioni ufficiali della stagione 1959-1960.

## Stagione
Nella stagione 1959-1960 l'Alessandria disputò il trentesimo campionato di Serie A della sua storia.

## Divise
| 1ª maglia | 2ª maglia |

## Organigramma societario
Area direttiva
- Presidente: Silvio Sacco
- Vice-presidenti: Amedeo Ruggiero e Remo Sacco

Area organizzativa
- Segretario amministrativo: Enrico Reposi
- Segretario: Piero Zorzoli

Area tecnica
- Allenatore: Luciano Robotti
- Allenatore in 2ª: Franco Pedroni

Area sanitaria
- Medico sociale: Cesare Bruno
- Massaggiatore: Eugenio Taverna

## Rosa
| N. |                   | Ruolo | Calciatore            |
| -- | ----------------- | ----- | --------------------- |
|    | Italia (bandiera) | P     | Luciano Arbizzani     |
|    | Italia (bandiera) | P     | Ideo Stefani          |
|    | Italia (bandiera) | D     | Umberto Boniardi      |
|    | Italia (bandiera) | D     | Giovanni Giacomazzi   |
|    | Italia (bandiera) | D     | Aldo Nardi            |
|    | Italia (bandiera) | D     | Franco Pedroni        |
|    | Italia (bandiera) | D     | Leopoldo Raimondi     |
|    | Italia (bandiera) | C     | Romano Forin          |
|    | Italia (bandiera) | C     | Antonio Girardo       |
|    | Italia (bandiera) | C     | Remo Marmo            |
|    | Italia (bandiera) | C     | Giancarlo Migliavacca |
|    | Italia (bandiera) | C     | Mario Moriggi         |

| N. |                      | Ruolo | Calciatore         |
| -- | -------------------- | ----- | ------------------ |
|    | Italia (bandiera)    | C     | Tullio Oldani      |
|    | Italia (bandiera)    | C     | Vittorio Regeni    |
|    | Italia (bandiera)    | C     | Gianni Rivera      |
|    | Italia (bandiera)    | C     | Antonio Schiavoni  |
|    | Italia (bandiera)    | C     | Cirano Snidero     |
|    | Italia (bandiera)    | C     | Giuseppe Taddei    |
|    | Italia (bandiera)    | A     | Aldo Dorigo        |
|    | Italia (bandiera)    | A     | Giancarlo Filini   |
|    | Italia (bandiera)    | A     | Lino Inferrera     |
|    | Italia (bandiera)    | A     | Cesare Maccacaro   |
|    | Argentina (bandiera) | A     | Juan Carlos Tacchi |

## Risultati

### Serie A

#### Girone d'andata
| Arbitro: | Lo Bello (Siracusa) |

|                      |           |              |
| Tacchi 11’, 50’, 86’ | Marcatori | 39’ Altafini |

| Bari 27 settembre 1959 | Bari           | 0 – 0 | Alessandria | Stadio della Vittoria\| Arbitro: \| Mori (Cremona) \| |
| Arbitro:               | Mori (Cremona) |       |             |                                                       |

| Alessandria 4 ottobre 1959 | Alessandria     | 0 – 0 | Atalanta | Stadio Giuseppe Moccagatta\| Arbitro: \| Genel (Trieste) \| |
| Arbitro:                   | Genel (Trieste) |       |          |                                                             |

| Arbitro: | Ferrari (Milano) |

|            |           |             |
| Tacchi 31’ | Marcatori | 5’ Pascutti |

| Arbitro: | Annoscia (Bari) |

|                                                                           |           |  |
| Cervato 13’ Sívori 20’, 64’ Charles 65’, 85’ Stivanello 76’ Boniperti 88’ | Marcatori |  |

| Arbitro: | Caputo (Napoli) |

|                          |           |                             |
| Maccacaro 80’ Rivera 90’ | Marcatori | 43’ Recagno 75’ Cucchiaroni |

| Vicenza 8 novembre 1959 | Lanerossi Vicenza | 0 – 0 | Alessandria | Stadio Romeo Menti\| Arbitro: \| Roversi (Bologna) \| |
| Arbitro:                | Roversi (Bologna) |       |             |                                                       |

| Arbitro: | Righi (Milano) |

|  |           |             |
|  | Marcatori | 83’ Bettini |

| Ferrara 22 novembre 1959 | SPAL                  | 0 – 0 | Alessandria | Stadio Comunale\| Arbitro: \| De Marchi (Pordenone) \| |
| Arbitro:                 | De Marchi (Pordenone) |       |             |                                                        |

| Alessandria 6 dicembre 1959 | Alessandria      | 0 – 0 | Roma | Stadio Giuseppe Moccagatta\| Arbitro: \| Rigato (Venezia) \| |
| Arbitro:                    | Rigato (Venezia) |       |      |                                                              |

| Arbitro: | Orlandini (Roma) |

|            |           |                |
| Filini 65’ | Marcatori | 68’ Di Giacomo |

| Arbitro: | Famulari (Messina) |

|             |           |  |
| Abbadie 76’ | Marcatori |  |

| Arbitro: | Mori (Cremona) |

|                                         |           |  |
| Vernazza 15’, 34’ Arce 42’ Malavasi 65’ | Marcatori |  |

| Alessandria 10 gennaio 1960 | Alessandria       | 0 – 0 | Padova | Stadio Giuseppe Moccagatta\| Arbitro: \| Roversi (Bologna) \| |
| Arbitro:                    | Roversi (Bologna) |       |        |                                                               |

| Arbitro: | Rigato (Venezia) |

|                                         |           |                                   |
| Maccacaro 4’ Rivera 37’ Migliavacca 88’ | Marcatori | 62’ Petris 66’ Hamrin 73’ Fantini |

| Arbitro: | Gambarotta (Genova) |

|                                             |           |            |
| Angelillo 24’ Corso 32’ Lindskog 64’ (rig.) | Marcatori | 66’ Tacchi |

| Arbitro: | Leita (Udine) |

|                          |           |  |
| Bizzarri 17’ Rozzoni 39’ | Marcatori |  |

#### Girone di ritorno
| Arbitro: | Francescon (Padova) |

|                                           |           |            |
| Pedroni 16’ (aut.) Galli 26’ Altafini 63’ | Marcatori | 86’ Rivera |

| Arbitro: | Righi (Milano) |

|                       |           |  |
| Regeni 39’ Tacchi 59’ | Marcatori |  |

| Arbitro: | Adami (Roma) |

|                                                                      |           |            |
| Marchesi 25’ (rig.), 87’ (rig.) Maschio 46’, 89’ (rig.) Zavaglio 77’ | Marcatori | 57’ Oldani |

| Arbitro: | Sbardella (Roma) |

|                           |           |            |
| Pivatelli 51’ Demarco 90’ | Marcatori | 56’ Oldani |

| Arbitro: | Jonni (Macerata) |

|  |           |                        |
|  | Marcatori | 24’ Nicolè 52’ Charles |

| Genova 20 marzo 1960 | Sampdoria        | 0 – 0 | Alessandria | Stadio Luigi Ferraris\| Arbitro: \| Orlandini (Roma) \| |
| Arbitro:             | Orlandini (Roma) |       |             |                                                         |

| Arbitro: | Campanati (Milano) |

|                                             |           |               |
| Giacomazzi 52’ Tacchi 65’ (rig.) Rivera 69’ | Marcatori | 89’ Agnoletto |

| Arbitro: | Angelini (Firenze) |

|             |           |             |
| Canella 40’ | Marcatori | 56’ Moriggi |

| Arbitro: | Lo Bello (Siracusa) |

|  |           |              |
|  | Marcatori | 53’ Morbello |

| Arbitro: | Marchese (Napoli) |

|             |           |  |
| Pestrin 13’ | Marcatori |  |

| Arbitro: | Jonni (Macerata) |

|            |           |            |
| Vitali 55’ | Marcatori | 23’ Rivera |

| Arbitro: | Righi (Milano) |

|                          |           |             |
| Maccacaro 50’ Rivera 60’ | Marcatori | 63’ Robotti |

| Arbitro: | Jonni (Macerata) |

|             |           |  |
| Snidero 55’ | Marcatori |  |

| Arbitro: | Campanati (Milano) |

|               |           |            |
| Brighenti 75’ | Marcatori | 76’ Tacchi |

| Arbitro: | Sbardella (Roma) |

|                            |           |               |
| Hamrin 13’, 82’ Azzali 49’ | Marcatori | 52’ Maccacaro |

| Arbitro: | Jonni (Macerata) |

|                                  |           |                            |
| Oldani 53’ Invernizzi 69’ (aut.) | Marcatori | 52’, 85’ Firmani 65’ Corso |

| Alessandria 5 giugno 1960 | Alessandria      | 0 – 0 | Lazio | Stadio Giuseppe Moccagatta\| Arbitro: \| Ferrari (Milano) \| |
| Arbitro:                  | Ferrari (Milano) |       |       |                                                              |

### Coppa Italia

#### Primo turno
| Arbitro: | De Marchi (Pordenone) |

|  |           |            |
|  | Marcatori | 72’ Filini |

#### Secondo turno
| Arbitro: | Moriconi (Roma) |

|                                             |           |  |
| Zavaglio 8’, 85’ Nova 19’, 81’ Olivieri 40’ | Marcatori |  |

## Statistiche

### Statistiche di squadra
| Competizione | Punti | In casa | In casa | In casa | In casa | In casa | In casa | In trasferta | In trasferta | In trasferta | In trasferta | In trasferta | In trasferta | Totale | Totale | Totale | Totale | Totale | Totale | DR  |
| Competizione | Punti | G       | V       | N       | P       | Gf      | Gs      | G            | V            | N            | P            | Gf           | Gs           | G      | V      | N      | P      | Gf     | Gs     | DR  |
| ------------ | ----- | ------- | ------- | ------- | ------- | ------- | ------- | ------------ | ------------ | ------------ | ------------ | ------------ | ------------ | ------ | ------ | ------ | ------ | ------ | ------ | --- |
| Serie A      | 25    | 17      | 5       | 8       | 4       | 20      | 17      | 17           | 0            | 7            | 10           | 8            | 34           | 34     | 5      | 15     | 14     | 28     | 51     | -23 |
| Coppa Italia |       | -       | -       | -       | -       | -       | -       | 2            | 1            | 0            | 1            | 1            | 5            | 2      | 1      | 0      | 1      | 1      | 5      | -4  |
| Totale       | -     | 17      | 5       | 8       | 4       | 20      | 17      | 19           | 1            | 7            | 11           | 9            | 39           | 36     | 6      | 15     | 15     | 29     | 56     | -27 |

### Statistiche dei giocatori[1]
| Giocatore      | Serie A  | Serie A | Coppa Italia | Coppa Italia | Totale   | Totale |
| Giocatore      | Presenze | Reti    | Presenze     | Reti         | Presenze | Reti   |
| -------------- | -------- | ------- | ------------ | ------------ | -------- | ------ |
| L. Arbizzani   | 18       | -28     | 1            | -5           | 19       | -33    |
| U. Boniardi    | 15       | 0       | 1            | 0            | 16       | 0      |
| A. Dorigo      | 1        | 0       | -            | -            | 1        | 0      |
| G. Filini      | 16       | 1       | 2            | 1            | 18       | 2      |
| R. Forin       | 9        | 0       | 1            | 0            | 10       | 0      |
| G. Giacomazzi  | 34       | 1       | 2            | 0            | 36       | 1      |
| A. Girardo     | 33       | 0       | 2            | 0            | 35       | 0      |
| L. Inferrera   | 1        | 0       | -            | -            | 1        | 0      |
| C. Maccacaro   | 30       | 4       | 2            | 0            | 32       | 4      |
| R. Marmo       | 1        | 0       | -            | -            | 1        | 0      |
| G. Migliavacca | 32       | 1       | 2            | 0            | 34       | 1      |
| M. Moriggi     | 10       | 1       | 1            | 0            | 11       | 1      |
| A. Nardi       | 25       | 0       | 1            | 0            | 26       | 0      |
| T. Oldani      | 19       | 3       | 2            | 0            | 21       | 3      |
| F. Pedroni     | 26       | 0       | 1            | 0            | 27       | 0      |
| L. Raimondi    | 9        | 0       | -            | -            | 9        | 0      |
| V. Regeni      | 3        | 1       | -            | -            | 3        | 1      |
| G. Rivera      | 25       | 6       | -            | -            | 25       | 6      |
| A. Schiavoni   | 1        | 0       | 1            | 0            | 2        | 0      |
| C. Snidero     | 19       | 1       | 1            | 0            | 20       | 1      |
| I. Stefani     | 16       | -23     | 1            | 0            | 17       | -23    |
| C. Tacchi      | 30       | 8       | 1            | 0            | 31       | 8      |
| G. Taddei      | 1        | 0       | 1            | 0            | 2        | 0      |